# Сюй Їхуа (імператриця Мін)

Сюй Їхуа (1362 — липень 1407), імператриця Мін, дружина Ді I.

## Сім'я

### Чоловік
| № | Портрет | Рід        | Ім'я     | Роки життя                     | В шлюбі                     |
| - | ------- | ---------- | -------- | ------------------------------ | --------------------------- |
| 1 |         | Чжу 朱 Zhū | Ді 棣 Dì | 2 травня 1360 — 12 серпня 1424 | 17 лютого 1376— липень 1407 |

### Діти

#### Сини
| № | портрет | ім'я               | Роки життя                      |
| - | ------- | ------------------ | ------------------------------- |
| 1 |         | Гаочі 高熾 Gāochì  | 16 серпня 1378 — 29 травня 1425 |
| 2 |         | Гаосюй 高煦 Gaoxu  | 30 грудня 1380 — 6 жовтня 1426  |
| 3 |         | Гаосуй 高燧 Gaosui | 19 січня 1383 — 5 жовтня 1431   |

#### Дочки
| № | ім'я                   | Роки життя             |
| - | ---------------------- | ---------------------- |
| 1 | Юнань 永安 Yong'an     | 1377—1417              |
| 2 | Юнпін 永平 Yongping    | 1379 — 22 квітня 1444  |
| 3 | Аньчен 安成 Ancheng    | 1384 — 16 вересня 1443 |
| 4 | Сіаньнін 咸寧 Xianning | 1385 — 27 липня 1440   |

1. ↑  https://digital.library.mcgill.ca/mingqing/search/details-poet.php?poetID=3393
2. ↑  Ming Qing Women's Writings — 2005.